# Theotima galapagosensis
Theotima galapagosensis är en spindelart som beskrevs av Léon Baert och Maelfait 1986. Theotima galapagosensis ingår i släktet Theotima och familjen Ochyroceratidae. Inga underarter finns listade i Catalogue of Life.